# فرنسيس شيلر
فرنسيس شيلر (بالإسبانية: Fanny Schiller)‏ هي ممثلة مكسيكية، ولدت في 3 أغسطس 1901 في مدينة مكسيكو في المكسيك، وتوفي بنفس المكان في 26 سبتمبر 1971.

## وصلات خارجية
- فرنسيس شيلر على موقع IMDb (الإنجليزية)
- فرنسيس شيلر على موقع ألو سيني (الفرنسية)
- فرنسيس شيلر على موقع قاعدة بيانات الأفلام السويدية (السويدية)
- فرنسيس شيلر على موقع قاعدة بيانات الفيلم (الإنجليزية)
- فرنسيس شيلر على موقع كينوبويسك (الروسية)